# Джеймс Черчвард
Джеймс Че́рчвард (англ. James Churchward); 27 лютого 1851 — 4 січня 1936) — англійський письменник-окультист, відомий численними книгами, в яких описано древній континент Му (Пацифіда). За професією — інженер-металург, запатентував низку винаходів. Професійний рибалка.

## Життєпис
Народився в Брайдстоу (Оукгемптон, Велика Британія), мав чотирьох братів та чотирьох сестер. Відомими з них стали лише сам Джеймс та його молодший брат — письменник-масон Альберт Черчвард (1852—1925). Коли Джеймсу виповнилося 18 років, родина переїхала до Лондона.
У 1870-ті роки перебував на військовій службі в Індії (надійних джерел про цей період його життя немає; надалі видавнича реклама величала його «полковником Черчвардом»). Далі, згідно з життєписом «My Friend Churchey and His Sunken Continent» у 1890-ті намагався стати чайним плантатором на Шрі-Ланці, звідки переїхав до США. Тоді ж він зацікавився вченням про континент Му американського окультиста Оґюста Ле Плонжона (1825—1908), і багато дискутував з ним, запозичивши основні деталі. У США займався питаннями металургії, розробивши нову марку броньової сталі для потреб ВМФ.
1914 року відійшов від справ. Жив у Лейквіллі (штат Коннектикут), займаючись літературною діяльністю. 1926 року у віці 75 років опублікував свою першу книгу про стародавні цивілізації «Загублений континент Му: прабатьківщина людства» (англ. The Lost Continent of Mu Motherland of Man). Ототожнив Лемурію з континентом Му Ле Плонжона.

## Теорія

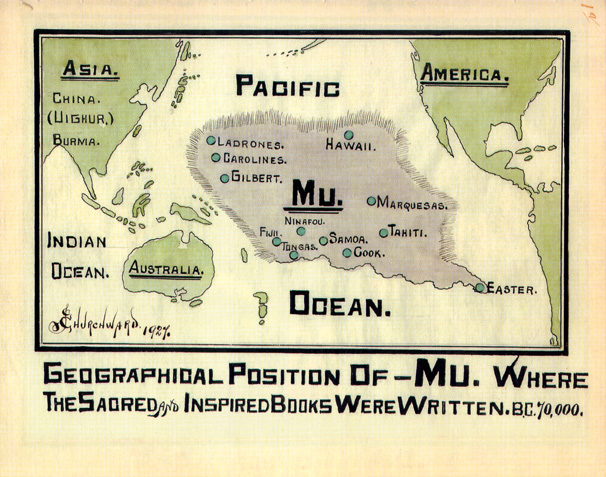
Карта континенту Му, 1927

За Черчвардом, континент Му простягався від Гаваїв на півночі до Фіджі і острова Пасхи на півдні. Черчвард зображував затонулий континент як свого роду земний рай, що служив притулком для 64 млн жителів, очолюваних жрецькою кастою, так званими «наакалами» (Naacals). Цивілізація Му, за Черчвардом, налічувала близько 50 000 років історії, була дуже високорозвиненою технічно і породила цивілізацію Атлантиди, мая, Вавилону, Індії, Єгипту, Персії та інші. Вік цих цивілізацій значно більший, ніж стверджує «офіційна історія». Усі ці культури були колоніями Му. Спочатку на Землі був населеним лише Му, і саме там виникли людський вид і всі раси. 10 племен цієї землі говорили однією мовою, але мали різну писемність. Заселення різних регіонів земної кулі йшло відповідно до плану розселення мурійців, у результаті утворилися різні народи.
Черчвард стверджував, що всі ці відомості отримав у індійського жерця, з яким вивчав таємну мову, відому лише трьом людям на Землі. Саме жрець передав Черчварду кам'яні таблички, що містять історичні та релігійні документи Му. Пізніше Черчвард опублікував докладне розшифрування цих табличок. Однак цих джерел було недостатньо, і Черчвард, за його словами, почав вивчення давнини всіх народів світу. Він заявив, що спільність релігійних уявлень людства свідчить про походження всіх релігій від культу Сонця, яке мовою мурійців іменувалося Ра. Саме цей термін наакали використовували для позначення свого правителя.
Також Черчвард наводив численні паралелі в культурах та міфологіях різних народів світу, які пояснював походженням їх усіх із одного джерела. Наприклад, він вбачав подібність між назвами давньогрецьких літер та словами маянської мови; таким чином давньогрецький алфавіт начебто виявлявся короткою історією загибелі Му мовою майя. Чималого значення надавав масонству, припускаючи, що його коріння сягає мурійців.
Примітно, що Черчвард ототожнював Му з Лемурією, що спричиняло його полеміки з іншими авторами, які описували зниклі материки. Існування втраченого континенту в Індійському океані він заперечував.
Черчвард вважав неможливим походження високорозвинених культур від примітивних первісних; з його погляду, дикість може бути лише результатом деградації і що дикун нездатний до створення складніших форм культури. Людство, згідно з Черчвардом, виникло внаслідок божественного створення і спочатку було високорозвиненим, благородним і цивілізованим.

## Чорчвард і популярна культура
Му та накали Черчварда згадуються в оповіданні «Крізь браму срібного ключа» Г. Лавкрафта.
Образи з книг Черчварда використані у таких творах:
- Shirley Andrews Lemuria and Atlantis: Studying the Past to Survive the Future
- David Hatcher Childress Lost Cities of China, Central Asia & India
- Peter Kolosimo Lost Cities of Atlantis, Ancient Europe & the Mediterranean by David Hatcher Childress Timeless Earth
- Acharya S[ru] The Christ Conspiracy: The Greatest Story ever Sold
- Acharya S[ru] Suns of God: Krishna, Buddha, і Christ Unveiled
- У фантастичній літературі образ Му Черчварда використала А. Нортон у романі «Операція „Пошук у часі“». Однак у романі цивілізації Му передувала Гіперборея, а, крім того, існує цивілізація Маноа, яку описав сер В. Релі.
- Повернення ллойгор Коліна Вілсона (персонаж полковник Ерхарт) із серії Міфів Ктулху.
- Му Черчварда лягло в основу японського аніме-серіалу RahXephon.